# Frankliniella fulvipennis
Frankliniella fulvipennis är en insektsart som beskrevs av Dudley Moulton 1933. Frankliniella fulvipennis ingår i släktet Frankliniella och familjen smaltripsar. Inga underarter finns listade i Catalogue of Life.